# Даньчув
Даньчув (пол. Dańczów, нім. Tanz) — село в Польщі, у гміні Левін-Клодзький Клодзького повіту Нижньосілезького воєводства.
Населення — 125 осіб (2011).
У 1975-1998 роках село належало до Валбжиського воєводства.

## Демографія
Демографічна структура станом на 31 березня 2011 року:
|          | Загалом | Допрацездатний вік | Працездатний вік | Постпрацездатний вік |
| -------- | ------- | ------------------ | ---------------- | -------------------- |
| Чоловіки | 58      | 13                 | 41               | 4                    |
| Жінки    | 67      | 18                 | 38               | 11                   |
| Разом    | 125     | 31                 | 79               | 15                   |